# Fédération allemande d'athlétisme
Pour les articles homonymes, voir DLV.
La Fédération allemande d'athlétisme (Deutscher Leichtathletik-Verband ou DLV en allemand) est une association sportive chargée d'organiser, de développer et de gérer l'athlétisme en Allemagne. Créée le 29 janvier 1898, à Berlin, réformée en 1949, réunie avec la RDA en 1990, la fédération compte, en 2008, 7 800 clubs d'athlétisme pour 890 000 licenciés, se situant au sixième rang des fédérations sportives allemandes. Le siège de l'association est situé à Darmstadt, son président actuel est Jürgen Kessing. La DLV est membre de l'Association européenne d'athlétisme et de World Athletics.